# Battaglia di Marchfeld
La battaglia di Marchfeld, (sul fiume Morava) fra Dürnkrut e Jedenspeigen, venne combattuta il 26 agosto 1278 e fu decisiva nella storia dell'Europa centrale per i secoli seguenti. Si affrontarono l'esercito boemo, guidato dal re Ottocaro II di Boemia, e l'esercito imperiale guidato da Rodolfo I d'Asburgo alleato con re Ladislao IV d'Ungheria. Nell'esercito ungherese erano compresi un'unità di cavalleria leggera e gli arcieri a cavallo cumani.

## Antefatto
La deposizione dell'imperatore Federico II di Svevia, da parte di papa Innocenzo IV nel 1245, creò una grave crisi nel Sacro Romano Impero, poiché nei seguenti decenni diversi nobili vennero eletti Rex Romanorum ed imperatori, nessuno dei quali riuscì ad ottenere il potere necessario a governare. A seguito di questo interregno Ottocaro II, figlio del re Venceslao I di Boemia, nel 1250 invase, senza un valido motivo, i ducati d'Austria e di Stiria e si proclamò duca.
Nel 1253, dopo la morte del padre, Ottocaro II divenne re di Boemia; la sua aumentata importanza divenne un campanello d'allarme per il re Béla IV d'Ungheria, che intraprese un'azione in Stiria e Austria ma venne definitivamente sconfitto nel 1260 nella battaglia di Kressenbrunn. Nel 1268 Ottocaro firmò un trattato di non ereditarietà con l'ultimo duca di Carinzia del casato degli Sponheim, Ulrico III, e quindi acquisì la Carinzia, comprese la marca di Carniola e la marca vindica, un anno dopo. Dall'alto del suo potere decise di aspirare alla corona imperiale, ciò nonostante i principi, diffidenti per il suo aumentato potere, elessero il "piccolo conte" Rodolfo d'Asburgo, Rex Romanorum il 29 settembre 1273.

## Preparazione
Poiché l'elezione era avvenuta in sua assenza, Ottocaro non diede credito a Rodolfo come re. Rodolfo stesso aveva promesso di riconquistare i territori "alienati", che avrebbero dovuto essere conferiti al potere imperiale con il beneplacito dei principi-elettori. Egli reclamò l'Austria e la Carinzia all'impero e chiamò in causa Ottocaro convocando un Reichstag nel 1275 a Würzburg. Poiché il re di Boemia non si presentò alla Dieta, venne messo in una situazione di prossima destituzione. Venne messo sotto bando imperiale e tutte le sue terre vennero confiscate, comprese quelle della corona boema.
Nello stesso tempo Rodolfo raccoglieva alleati e si preparava alla battaglia. Realizzò due di queste alleanze attraverso i classici matrimoni degli Asburgo: dapprima, fece sposare suo figlio Alberto con Elisabetta di Tirolo-Gorizia e in contropartita il padre di Elisabetta ricevette il ducato di Carinzia come feudo; poi siglò un'instabile alleanza con Enrico XIII di Baviera, offrendo in sposa sua figlia Caterina a suo figlio Ottone III di Baviera, oltre alla regione attuale dell'Austria Superiore, come pegno per la sua dote. Realizzò anche un'alleanza con il re Ladislao IV d'Ungheria che intendeva stabilire i vecchi accordi con Ottocaro.
Nel 1276 Rodolfo, rafforzato dalle alleanze, assediò Ottocaro a Vienna e lo costrinse a cedere tutte le terre che aveva conquistato, rimanendo soltanto con la Boemia e la Moravia come vassallo di Rodolfo. Privato completamente dei suoi poteri, Ottocaro tentò di riconquistare i suoi territori, contrasse un'alleanza con il margravio di Brandeburgo Ottone IV e nel 1278 partecipò ad una campagna in Austria. Ottocaro pose l'assedio alle città di Drosendorf e Laa an der Thaya, mentre Rodolfo lasciava Vienna per affrontarlo in una battaglia aperta, dove la cavalleria dei cumani di re Ladislao potesse congiungersi facilmente alle sue forze.

## Battaglia

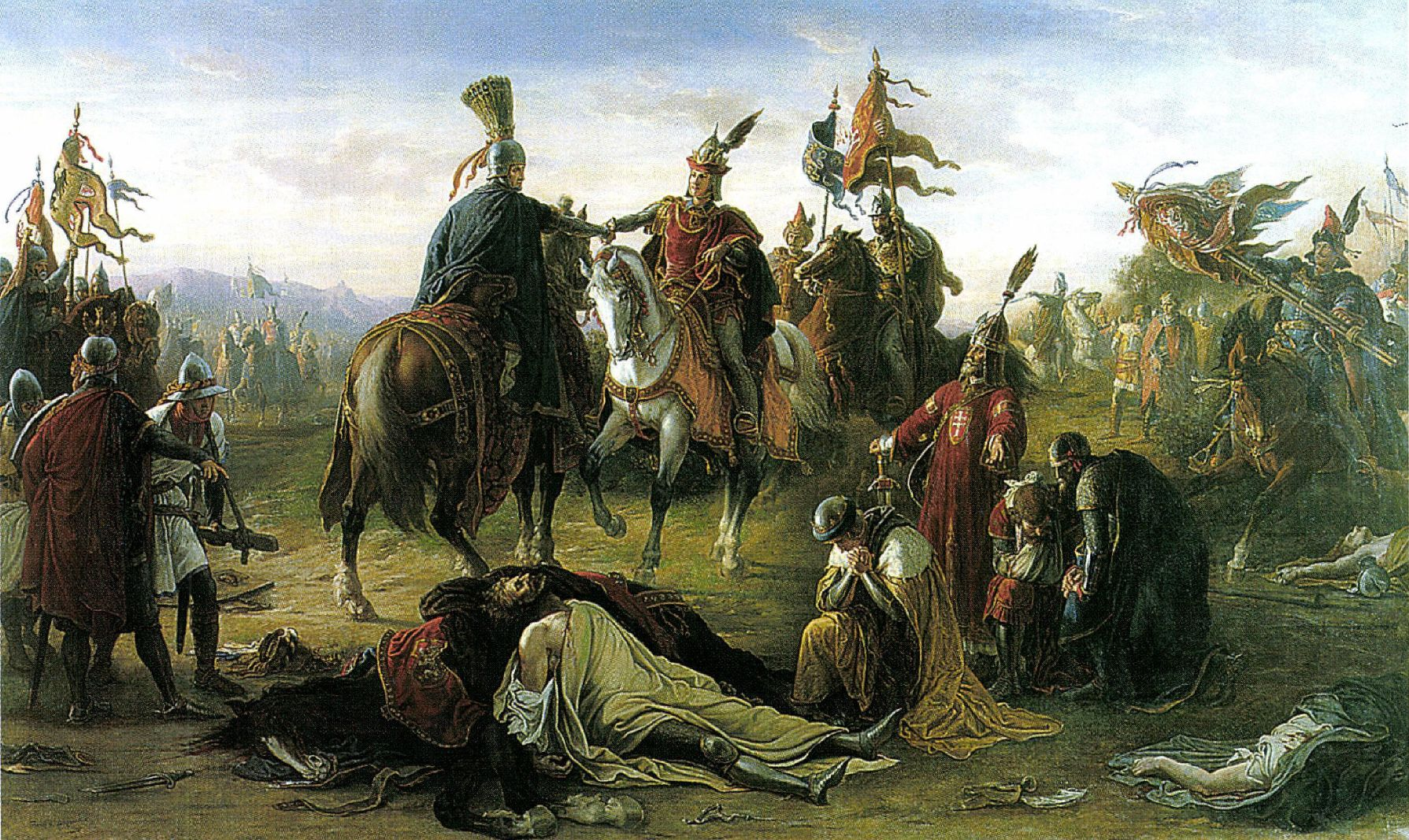
Re Ladislao IV incontra Rodolfo I d'Asburgo nella tela La battaglia di Marchfeld di Mór Than del 1873

Ottocaro abbandonò l'assedio il 26 agosto ed incontrò le truppe di Rodolfo e Ladislao vicino a Dürnkrut. Quando egli giunse sul campo di battaglia, i suoi nemici avevano già avuto l'opportunità di esplorare la topografia dei luoghi. In mattinata, le truppe boeme vennero coinvolte in pesanti attacchi da parte di quelle dei cumani, ciononostante all'inizio della battaglia la cavalleria di Ottocaro sembrò avere il sopravvento, quando il cavallo di Rodolfo venne ucciso ed il re riuscì a stento a salvarsi.
Dopo tre ore di continui combattimenti, i cavalieri di Ottocaro, con le loro pesanti armature erano esausti. A mezzogiorno Rodolfo ordinò l'entrata in scena della cavalleria pesante austriaca ed ungherese nascosta dietro le colline e nel bosco ai margini del campo di battaglia per attaccare sul fianco lo schieramento di Ottocaro.
Sebbene un'imboscata simile fosse considerata comunemente disonorevole in guerra, l'attacco dal retro ebbe la meglio sulle truppe boeme, accordando una vittoria decisiva a Rodolfo ed ai suoi alleati. Ciò fu probabilmente legato al fatto che alle truppe di seconda linea del re di Boemia fu ordinato di ingaggiare la cavalleria pesante appena entrata in battaglia: questa mossa fu vista dagli uomini di Ottocaro come una ritirata e, per tale motivo, i suoi cavalieri ruppero lo schieramento permettendo a Rodolfo di forzare l'ingaggio e vincere la battaglia. Il campo di Ottocaro venne depredato ed egli fu trovato ucciso sul campo di battaglia.

## Conseguenze

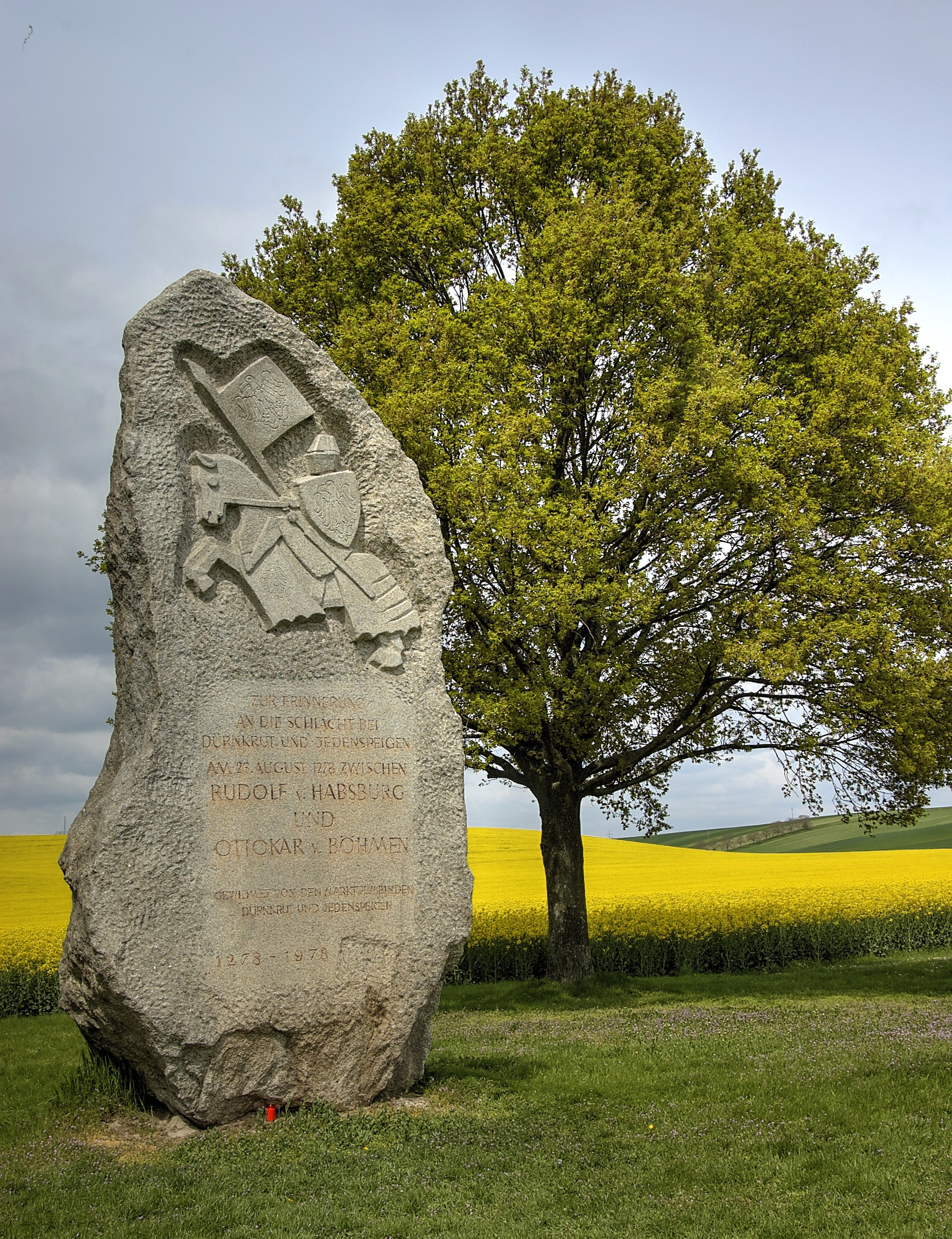
Monumento eretto nel 1978 sul campo di battaglia fra i villaggi di Dürnkrut e Jedenspeigen

Rodolfo si assicurò il possesso dei ducati di Austria e Stiria, il nucleo fondante dell'ascesa della casa d'Asburgo. Nel 1282 egli nominò i suoi figli Alberto e Rodolfo duchi d'Austria. Comunque in Boemia Rodolfo agì cautamente e giunse ad un accordo con la nobiltà e con la vedova di Ottocaro, Cunegonda di Slavonia, sulla successione di suo figlio Venceslao II sul trono di Boemia. Nella stessa occasione si riconciliò col margravio del Brandeburgo. Re Ladislao IV si lanciò nell'opera di cristianizzazione dei guerrieri cumani e venne assassinato nel 1290.

## Letteratura
La tragedia König Ottokars Glück und Ende, scritta da Franz Grillparzer nel 1823, è imperniata sull'ascesa e la caduta di Ottocaro II. Questo dramma era stato originariamente ispirato alla vita di Napoleone, ma Grillparzer, poiché temeva la censura del principe Metternich, scelse di scrivere il dramma su Ottocaro nella cui storia egli trovò molte similitudini. Nonostante ciò la pubblicazione non gli fu consentita fino al 1825.